# Палаццо Поли
Палаццо Поли (итал. Palazzo Poli) — дворец в Риме, на протяжении длительного времени (1678—1808) принадлежавший семейству Конти, которые перестроили его в XVIII веке, чтобы он мог служить фоном для Фонтана Треви.

## История
История дворца Поли восходит к зданию на Виа-дей-Крочифери, которое первоначально принадлежало Балдуино дель-Монте. В 1566 году Лелио делл-Ангуиллара, герцог Чери, приобрел палаццо у Дель-Монте и начал строительство нового палаццо, назвав его в свою честь «Палаццо Чери», для этого он нанял архитектора Мартино Лонги Старшего. В 1591 году архитектор Лонги умер, и для завершения первоначального проекта был нанят архитектор Оттавиано Нони.
Семья Борромео унаследовала Палаццо Чери и завершила несколько последовательных реставраций и расширений дворца. В конечном итоге, в 1678 году дворец был выставлен на продажу. Палаццо приобрела Лукреция Колонна, супруга герцога Поли — Джузеппе Лотарио Конти. После этого дворец снова сменил название на то, которое известно сегодня — «Палаццо Конти-ди-Поли», или «Палаццо Поли». Семья Конти провела множество дополнительных расширений, включая покупку и включение в состав комплекса нескольких соседних зданий, образовавших площадь Треви. Сын Джузеппе Лотарио — герцог Стефано Конти, в 1728—1730 годах провел ремонтные работы во вновь присоединенных частях, расширив дворец до его окончательных границ, выходящих на площадь Треви, незадолго до начала работ над фонтаном Треви в 1732 году.

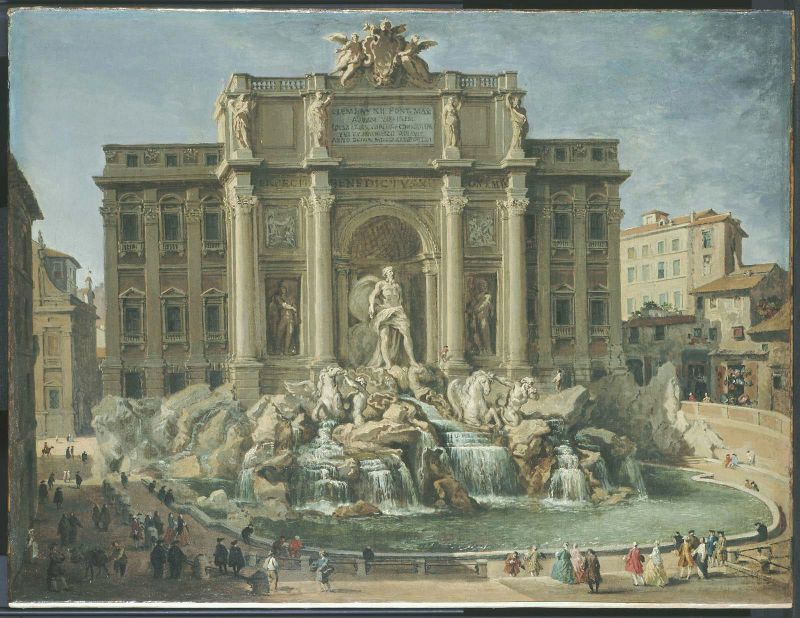
Дворец Поли в XVIII веке (худ. Джованни Паоло Паннини)

Новый барочный южный фасад здания в 1731 году был заказан архитектору Николе Сальви. Он в свою очередь нанял для работы над фасадом архитектора Луиджи Ванвителли. Для создания фона фонтану Ванвителли спроектировал для палаццо новый монументальный фасад, включающий величественные коринфские пилястры, соединяющие два основных этажа палаццо.
В 1808 году, после смерти бездетного герцога Микеланджело Конти, дворец перешел к его дальнему кузену, герцогу Франческо Сфорца Чезарини, который в 1812 году продал его Луиджи I Бонкомпаньи Людовизи.
Через 70 лет комплекс зданий был продан строительным подрядчикам Беллони, Басеви и Витали, которые снесли самую старую часть старого дворца Чери, уже частично разрушенную при строительстве Виа-дель-Тритоне. В 1888 году муниципалитет Рима экспроприировал сохранившуюся часть дворца Поли, чтобы сохранить фонтан, и здание было превращено в административное. В 1939 году оно было продано частным лицам в качестве оплаты за строительство новых офисов на Виа-дель-Маре для офисов губернаторства. В 1978 году историческое здание было приобретено Туринским институтом Сан-Паоло и стало собственностью итальянского государства.

## В культуре
В 1819 году княгиня Зинаида Волконская арендовала верхний этаж палаццо. Гостями музыкальных вечеров и литературных чтений, которые устраивала княгиня были Карл Брюллов, В. А. Жуковский, Федор Тютчев, Стендаль и Вальтер Скотт. Здесь Николай Гоголь впервые читал отрывки из «Мёртвых душ».
В Палаццо Поли находится Центральный институт графики, в коллекции музея которого находятся гравюры датированные XVI веком и по настоящее время.